# Hubert Sumlin

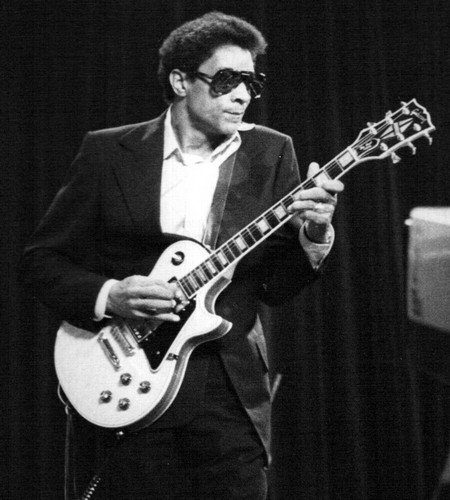
Hubert Sumlin op het Montreux Jazz Festival, 1978

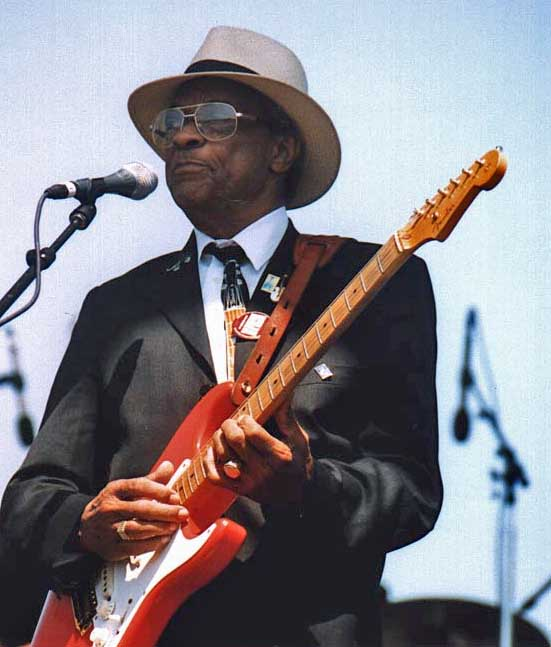
Hubert Sumlin op het Long Beach Blues Festival, 2003

Hubert Sumlin (Greenwood (Mississippi), 16 november 1931 - Wayne (New Jersey), 4 december 2011) was een Amerikaanse bluesgitarist en -zanger. Hij was de vaste gitarist van de zanger Howlin' Wolf (Chester Burnett) tijdens de jaren 1950 en 1960. Zijn gitaarspel is onder meer te horen op de klassiekers Killing Floor, The Red Rooster en Smokestack Lightning en inspireerde latere artiesten waaronder Eric Clapton, Keith Richards, Stevie Ray Vaughan en Jimi Hendrix.
Hubert Sumlin werd geboren in Greenwood (Mississippi), en groeide op in Hughes (Arkansas). Hij leerde gitaar spelen en vormde een groepje met mondharmonicavirtuoos James Cotton. Ze traden op in plaatselijke juke joints, waar hij Howlin' Wolf leerde kennen. In 1954 volgde hij Howlin' Wolf naar Chicago en bleef, op een korte periode bij Muddy Waters' band in 1956 na, diens vaste gitarist tot aan zijn dood in 1976.
Hij kreeg in die periode slechts zelden de kans om eigen opnamen te maken; dat gebeurde wel tijdens een paar bezoeken aan Europa, waaronder de "American Folk Blues"-tournee uit 1964, tijdens dewelke hij een aantal studio-opnamen mocht maken.
Na de dood van Howlin' Wolf in 1976 ging Sumlin verder als solo-artiest. Hij bracht in de jaren 1980 en 1990 een reeks albums onder eigen naam uit en kreeg in de jaren 1990 verschillende nominaties voor een Grammy Award.
Hij was een matig zanger, maar een virtuoos gitarist die een invloed was op heel wat latere artiesten. De Rolling Stones coverden Little Red Rooster en Stonesgitarist Keith Richards wilde absoluut een plaat opnemen met Sumlin. Dat werd About Them Shoes, uitgebracht in 2004, waarvan Keith Richards ook de producer is.
Het tijdschrift Rolling Stone heeft Sumlin op de 43e plaats gezet van de honderd grootste gitaristen aller tijden, net vóór Mark Knopfler.
In 2008 werd Sumlin opgenomen in de Blues Hall of Fame en in 2012 in de Mississippi Musicians Hall of Fame.
Hubert Sumlin overleed na een hartfalen in een ziekenhuis in Wayne (New Jersey).